# Фолкленд (Файф)
Фолкленд (англ. Falkland) — деревня в Файфе, Шотландия, расположенная у подножия холмов Ломонд. По оценкам 2008 года, ее население составляет 1180 человек.
Несмотря на то, что в 1458 году Фолкленд получил статус королевского города, он развивался как средневековое поселение, зависимое от Фолклендского дворца и Фолклендского замка, и поэтому функционировал не так, как другие королевские города.
Фолкленд является родиной знаменитого ковенантера Ричарда Камерона, который был городским школьным учителем, прежде чем стать проповедником. Его дом до сих пор стоит на главной улице деревни. Еще один ковенантер, Роберт Гиллеспи, был арестован за проповедь, прежде чем был заключен в тюрьму на скале Басс. Американский певец Джонни Кэш обнаружил, что его предки жили здесь.
Значительная часть деревни (включая дворец) была восстановлена Джоном, маркизом Бьютом, который унаследовал большую часть земли в конце 19-го века. Для выполнения необходимых работ он нанял архитекторов Джона Кинросса и Роберта Вейра Шульца.
В Фолкленде находится один из старейших теннисных кортов, который был построен для Якова V в 1539 году. Это самый старый теннисный корт, используемый сегодня, и единственный действующий теннисный корт без крыши. Игру организует королевский теннисный клуб Фолклендского дворца.